# Шекински рејон
Шекински рејон (азер. Şəki rayonu), једна је од 78 административно-територијалних јединица Азербејџана. Налази се у северном делу земље. Административни центар рејона се налази у граду Шеки, који сам не улази у састав рејона. 
Шекински рејон обухвата површину од 2.430 km² и има 173.500 становника (подаци из 2011). 
Административно, рејон се даље дели у 66 мањих општина.